# Andebol Clube de Lamego
O Andebol Clube de Lamego é um clube dedicado ao andebol sediado em Lamego (Viseu, Portugal). Pertence à Associação de Andebol de Viseu e joga no Pavilhão Álvaro Magalhães, localizado na cidade-sede do clube. Ao longo dos anos conquistou diversos títulos de andebol ao nível distrital, destacando-se ainda o vice-título nacional da 3ª Divisão de seniores masculinos em 2005/2006.
Fundado em 1990, os lamecenses  estrearam-se nos títulos em 1994 (Campeonato Distrital de Juvenis femininos), e na década de 1990 chegou a ser a filial nº 1 do Xico Andebol, então chamado Desportivo Francisco de Holanda. Graças a isso, o AC Lamego chegou a disputar a 2ª Divisão Nacional de seniores. Mais tarde voltaria a disputar o mesmo campeonato por mérito próprio, ao ser campeão da 3ª Divisão Nacional em 2005/2006, graças a uma equipa mista de jogadores da formação e emprestados do clube-mãe.

## Palmarés
Entre os vários títulos conquistados pelo AC Lamego, de destacar alguns dos mais relevantes:
- Campeão Distrital de Juvenis femininos (1996/1997, 2005/2006)
- Campeão Distrital de Iniciados masculinos 1998/1999, 2002/2003
- Campeão Distrital de Seniores (1998/1999)
- Campeão Distrital de Juvenis masculinos (1998/1999)
- Vencedor da Taça da Associação de Andebol Viseu em Seniores masculinos (2000/2001, 2009/2010)
- Campeão Distrital de Juniores masculinos (2001/2002)
- Campeão Distrital de Iniciados femininos (2003/2004)
- Vice-campeão Nacional da 3ª Divisão de Seniores masculinos (2005/2006)
- Vice-campeão em Iniciados femininos (2007/2008)